# Krystyna duńska
Krystyna Duńska (duń. Christine af Danmark; ur. październik 1521, zm. 10 grudnia 1590) – księżniczka Danii i Norwegii, najmłodsze dziecko Chrystiana II, króla Danii i Norwegii i Izabeli Habsburg. Poprzez małżeństwo z Franciszkiem II Sforzą została księżną Mediolanu, a po jego śmierci poprzez małżeństwo z Franciszkiem I została księżną Lotaryngii. Była regentką Lotaryngii w latach 1545-1552 podczas małoletności swojego syna. Była również pretendentką do tronów Danii, Norwegii i Szwecji w latach 1561-1590. W końcu była suwerenną panią Tortony w latach 1578-1584.

## Wczesne życie
Krystyna urodziła się w Nyborgu położonym w środkowej Danii w 1521 roku. 20 stycznia 1523 możni zmusili jej ojca do abdykacji i ofiarowali tron jego stryjowi, księciu Fryderykowi z Holsztynu. Krystyna, jej siostra i brat udali się wraz z rodzicami na wygnanie do Veere w Zelandii w Niderlandach i byli wychowywani przez swoją cioteczną babkę Małgorzatę Habsburg i ciotkę Marię Węgierską. Jej matka zmarła 19 stycznia 1526 roku. W 1532 roku został uwięziony jej ojciec Chrystian II po próbie odzyskania tronu. W tym samym zmarł jedyny brat Krystyny, przez co stała się druga w kolejce do tronu po swojej starszej siostrze Dorocie.
Krystyna zdobyła dobre wykształcenie na dworze swojej ciotki, ówczesnej namiestniczki Niderlandów, pod nadzorem swojej guwernantki Madame de Fiennes. Była opisywana jako wielka piękność, inteligentna i pełna życia, oraz rozmiłowana w polowaniu i jeździe konnej. Jako podopieczna swojego wuja cesarza Karola V i członkini cesarskiej rodziny była cennym pionkiem na rynku dynastycznych małżeństw. W 1527 roku Tomasz Wolsey prymas Anglii i lord kanclerz zasugerował małżeństwo pomiędzy nieślubnym synem Henryka VIII a Krystyną lub Dorotą, ale Habsburgowie nie mieli zamiaru wydawać księżniczek za kogoś urodzonego poza związkiem małżeńskim. W 1531 roku Franciszek II Sforza, książę Mediolanu zaproponował chęć poślubienia jednej z sióstr, ponieważ chciał zawrzeć sojusz cesarzem przeciwko Francji, która od wielu lat usiłowała przyłączyć do siebie Mediolan. Karol V odmówił zgody na małżeństwo z Dorotą, ale zgodził się na Krystynę.

## Księżna Mediolanu
23 września 1533 roku w Brukseli Krystyna wzięła wyszła per procura za Franciszka II Sforzę, księcia Mediolanu, którego reprezentował hrabia Massimiliano Stampa. 3 maja 1534 roku Krystyna uroczyście wjechała podczas licznych widowisk do Mediolanu, a 4 maja odbyła się właściwa ceremonia ślubna w hali Rocchetty. Związek duńskiej królewny z władcą Mediolanu był podobno dobry, a sama księżna była bardzo popularna wśród swoich poddanych, którzy uważali ją za symbol pokoju i nadziei po dekadach wojen, a jej piękno było podziwiane. Krystyna lubiła wyprawy myśliwskie, a zamek Sforzów został na nowo udekorowany i upiększony dla niej. Kiedy otrzymała własny dwór, jej główną damą dworu została Franciszka Paleologia-Montferrat, żona Konstantyna Komnena, tytularnego księcia Macedonii, która została jej najbliższą przyjaciółką i pozostała nią do końca swojego życia. Franciszek II w tamtym czasie był już bardzo słaby, ponieważ nigdy nie doszedł do siebie po próbie otrucia wiele lat temu i prawdopodobnie z tego powodu nie był w stanie spłodzić dziedzica. Zgodnie z umową zawartą z cesarzem przed małżeństwem Księstwo Mediolanu wejdzie w skład cesarstwa, jeśli para książęca nie będzie miała dzieci. Franciszek II był ostatnim Sforzą linii książęcej. Krystyna i Franciszek nie mieli dzieci.
Franciszek II Sforza zmarł w październiku 1535 roku, pozostawiając po sobie trzynastoletnią wdowę. Umowa przedmałżeńska zabezpieczała w razie bezpotomnej śmierci męża dożywotnie panowanie Krystyny nad Tortoną, podczas gdy księstwo zostało wcielone do cesarstwa. Jednakże Massimiliano Stampa pozostał kasztelanem Mediolanu, a Krystyna mieszkała w zamku książęcym. Karol V wspierał jej pragnienie pozostania w Mediolanie, gdyż była tam bardzo popularna, a jej obecność była uważana za gwarancję niezależności miasta i jednoczesnej uległości mieszkańców wobec nowego pana miasta. Szukając sposobu na ocalenie niezależności księstwa, Stampa zasugerował, że powinna wyjść za mąż za następcę tronu Sabaudia, księcia Ludwika z Piemontu, ale jego przedwczesna śmierć pokrzyżowała ten plan. Papież Paweł III zasugerował małżeństwo pomiędzy Krystyną, a synem jego siostrzenicy Cecylii Farnese, który był o kilka lat starszy od swej potencjalnej żony, a poza tym po śmierci swojej matki był wychowywany przez zmarłego księcia Mediolanu i jego małżonkę. Kiedy król Francji ponowił swoje pretensje do tronu Mediolanu, zaproponował swojego najmłodszego syna, księcia Angoulême, ale Karol V odmówił w zamian żądając dla Krystyny księcia Orleanu, który zostałby księciem Mediolanu i uznano by francuskie roszczenia do księstwa. Krystyna gościła u siebie Beatrycze Aviz, żonę księcia Sabaudii, gdy Sabaudia była okupowana przez wojska francuskie, a także była obecna podczas spotkania Beatrycze z cesarzem w Pawii w maju 1536 roku. W grudniu tego roku Mediolan został oficjalnie przekazany pod dowództwo cesarskiego urzędnika, a Krystyna została odeskortowana do Pawii. Zanim odjechała przejęła tytuł pani Tortony i mianowała własnego gubernatora, który w jej imieniu zarządzał miastem.
W październiku 1537 roku Krystyna wyruszyła na dwór swojej ciotki Marii, gdzie dotarła w grudniu tego roku.

## Pierwsze wdowieństwo

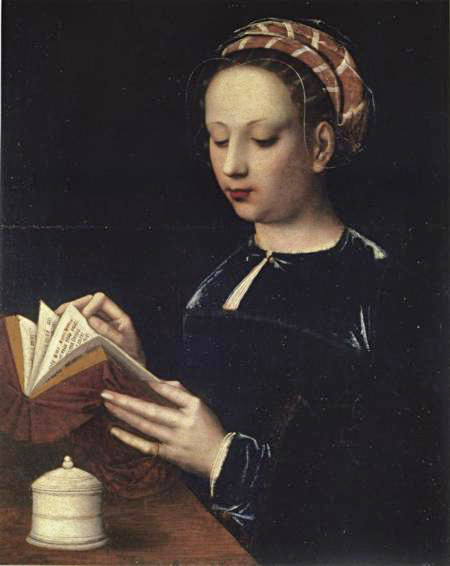
Krystyna Duńska

Po śmierci Jane Seymour, trzeciej żony Henryka VIII, w 1537 roku, Krystyna była brana pod uwagę jako możliwa kandydatka na żonę angielskiego monarchy. Niemiecki malarz Hans Holbein otrzymał zlecenie namalowania portretów dam o wystarczająco wysokim pochodzeniu, by mogły zostać królową Anglii. 10 marca 1538 roku Holbein przybył do Brukseli z nowym ambasadorem Henryka VIII w Niderlandach Philipem Hoby by poznać Krystynę. Hoby zaaranżował to spotkanie z szambelanem dworu Krystyny i miało ono miejsce następnego dnia. Krystyna pozowała Holbeinowi do portretu przez trzy godziny, mając na sobie wdowie szaty. Jej komnata w Brukseli obita została czarnym jedwabiem, adamaszkiem i znajdował się w niej baldachim nad niewielkim tronem. Krystyna, wówczas zaledwie szesnastoletnia, nie kryła swojej niechęci wobec pomysłu wydania jej za angielskiego króla, który w owym czasie w całej kontynentalnej Europie miał reputację człowieka znęcającego się nad swoimi żonami. Młoda wdowa miała odpowiedzieć na pytanie ambasadora „Gdybym miała dwie głowy, jedną z nich z chęcią ofiarowałabym angielskiemu królowi” (zapewne miała tu na myśli los, jaki spotkał jego drugą żonę Annę Boleyn). Oczywiste jest również, że ani Maria Węgierska (na której dworze Krystyna przebywała), ani Karol V nie byli przychylni tej propozycji nie sprzyjając Henrykowi VIII, a poza tym Tudor w tym czasie był już niezwykle otyły i cierpiał z powodu wrzodów na jednej nodze. Henryk VIII nalegał na zawarcie tego małżeństwa aż do stycznia 1539 roku kiedy zdał sobie sprawę, że wpływowa namiestniczka nie zmieni zdania w tej sprawie.
Wilhelm Bogaty, książę Kleve, Geldrii, Jülich, Bergu i hrabia Mark wyraził chęć poślubienia Krystyny. Należąca doń Gledria została mu przekazana w testamencie przez ostatniego bezdzietnego księcia Gledrii. Testament ów zakwestionował cesarz, pragnąc włączyć ją do cesarstwa. To samo zrobiła Lotaryngia, której książę uważał Gledrię za swoją własność jako dziedzictwo swojej matki Filipy Gledryjskiej i złożył propozycję małżeństwa pomiędzy swoim pierworodnym synem a Krystyną. Innym kandydatem do jej ręki był Antonii, książę Vendôme (późniejszy król Nawarry i ojciec pierwszego króla Francji z dynastii Burbonów Henryka IV). Propozycja Wilhelma bogatego została odrzucona przez Karola V ze względu na sukcesję Gledrii.
Sama Krystyna w tym czasie była zakochana w René Chalon, księciu Oranii. Tajemnicą poliszynela było to, że René kocha Krystynę i zabiega o jej względy, a ona sama nie jest mu dłużna. Propozycja tego mariażu popierana była przez jej siostrę Dorotę i szwagra Fryderyka, który chciał by jego szwagierka wyszła za mąż z miłości, o ile tylko to możliwe. Namiestniczka nieoficjalnie zganiła siostrzenice, ale nie wydała żadnych oficjalnych dyspozycji co do tego związku, ponieważ postanowiła pozwolić zdecydować o tym swojemu bratu cesarzowi, który mógł potrzebować Krystyny jako karty przetargowej w swojej sieci politycznych mariaży, dzięki której umacniał władzę ich rodu w Europie. W październiku 1540 roku Karol V zmusił księcia Oranii do poślubienia Anny Lotaryńskiej, po czym ogłosił zaręczyny pomiędzy bratem Anny, Franciszkiem a Krystyną, które wzmocniły sojusz między cesarstwem a Lotaryngią potężnie naruszony po sporze o Gledrię.

## Księżna Lotaryngii
10 lipca 1541 roku w Brukseli Krystyna wyszła za mąż za Franciszka Lotaryńskiego, księcia Bar. Książę był wcześniej zaręczony z Anną Kliwijską, która została czwartą żoną Henryka VIII. W sierpniu małżonkowie przybyli do Pont-à-Mousson w Lotaryngii, gdzie odwiedzili księżnę wdowę Filipę i ruszyli w drogę do stołecznego Nancy eskortowani przez członków książęcego rodu Gwizjuszy. W listopadzie 1541 roku, Krystyna, jej mąż i teść odwiedzili francuski dwór przebywający wówczas w Fontainebleau, gdzie zostali zmuszeni do przekazania Francji granicznego fortu Stenay. Krystyna usiłowała temu zapobiec odwołując się do cesarza. Podczas wojny pomiędzy Francją a Cesarstwem w 1542 roku, Krystyna kilkakrotnie przebywała na francuskim dworze odwiedzając swoją ciotkę królową Eleonorę. W lutym 1544 roku Krystyna i jej siostra Dorota odwiedziły cesarza w Spirze usiłując przekonać go do zawarcia pokoju z Francją – bez powodzenia.
19 czerwca 1544 roku po śmierci ojca Franciszek został kolejnym księciem Lotaryngii. W lipcu wraz z Krystyną gościł cesarza w Lotaryngii, ale nie zdołali przekonać go do negocjacji w sprawie pokoju z Francją. W sierpniu cesarz na prośbę siostrzenicy zakazał swoim żołnierzom dewastacji rezydencji Gwizjuszy w Joinville. W tym samym miesiącu Karol V doradził Krystynie by przestrzegła męża przed odwiedzaniem francuskiego dworu i zawieraniem z Franciszkiem I traktatu pokojowego. Kiedy wojna zakończyła się w tym samym roku, Krystyna była obecna na uroczystościach pokojowych w Brukseli. W owym czasie była głównym doradcą politycznym męża. Zostało to zauważone w 1544 roku na Sejmie Rzeszy w Spirze. Ich małżeństwo było szczęśliwe – oboje interesowali się muzyką i architekturą, planowali redekorację pałacu książęcego w Nancy. W jednym z listów do siostry, Krystyna opisywała samą siebie jako najszczęśliwszą kobietę na świecie.

## Regentka Lotaryngii

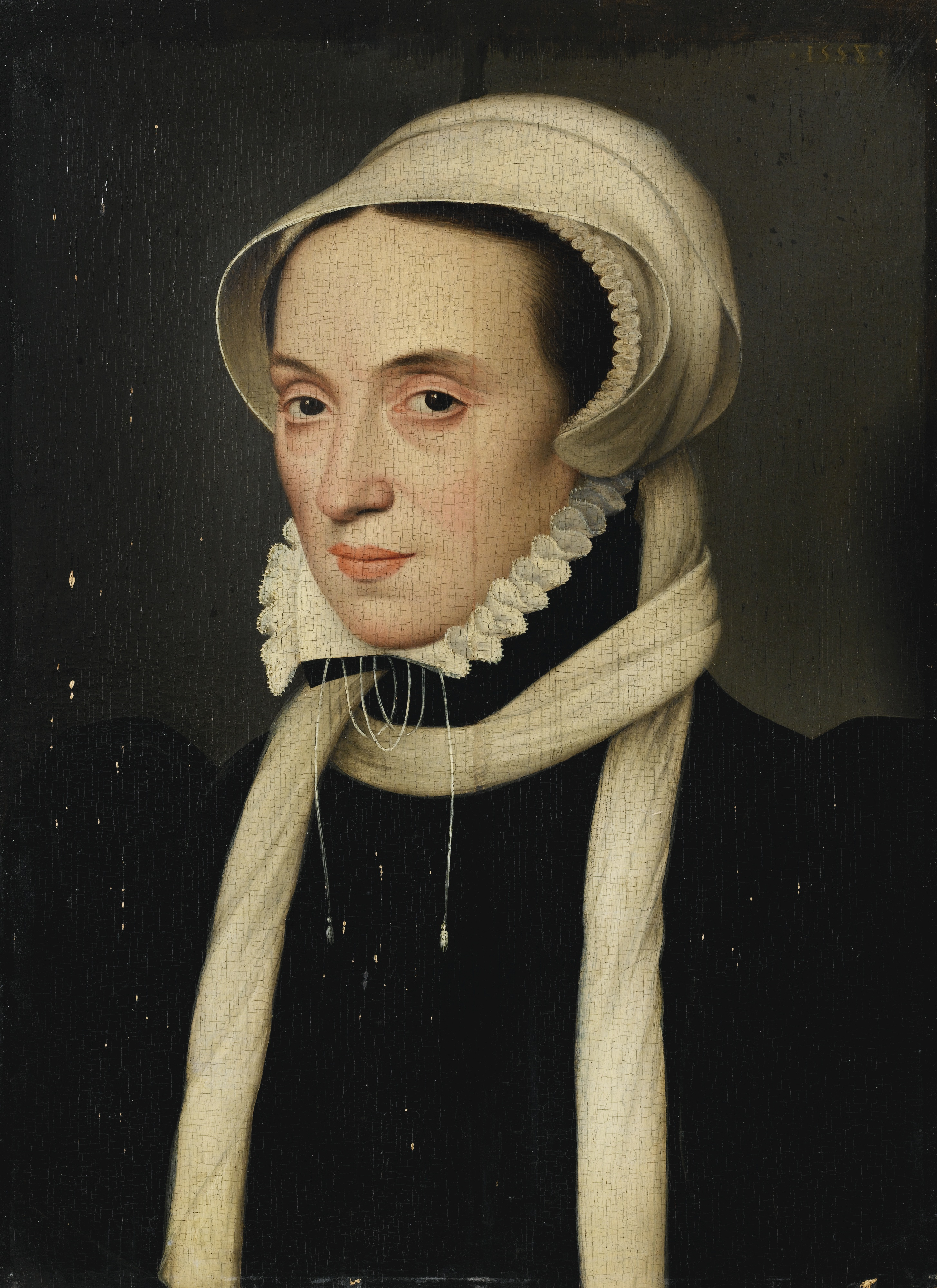
Krystyna Duńska księżna wdowa Mediolanu i Lotaryngii, ok. 1558, autorstwa François Clouet

Franciszek I zmarł 12 czerwca 1545 roku ustanawiając Krystynę regentką Lotaryngii na czas małoletności ich syna. Jego testament został podważony przez Jana de Salm, który nazwał Krystynę marionetką cesarza i chciał ustanowić współregentem brata Franciszka I. Krystyna, będąca wówczas w ciąży, odłożyła pogrzeb, wycofała się do swojej wdowiej posiadłości i wysłała list do wuja, prosząc go o radę. Po mediacji cesarza i króla Francji, Krystyna i jej szwagier zostali mianowani współregentami do czasu osiągnięcia pełnoletności przez jej syna, oboje otrzymali pieczęcie, których odcisk oznaczał ważność podejmowanych przez nich decyzji, ale to księżna wdowa miała wyższą pozycję. W październiku 1546 roku gościła francuskiego króla w Barze, gdzie usiłował ją przekonać do poślubienia księcia Aumale. Jednakże odmówiła ponownego zamążpójścia. Krystyna była obecna na Sejmie Rzeszy w Augsburgu w 1548 roku wraz ze swoją ciotką Marią Węgierską i księżną wdową Anną Orańską. Podczas Sejmu Rzeszy jedną z omawianych spraw było małżeństwo Krystyny z królem Polski Zygmuntem II Augustem. Była również adorowana przez Alberta Alcybiadesa, margrabiego Brandenburgii-Kulmbach i burgrabiego Norymbergi. Oponowała przeciwko małżeństwu swojego szwagra Mikołaja Lotaryńskiego i Małgorzaty Egmont, obawiając się, że mogłoby ono rozgniewać Francję. W marcu 1549 roku odwiedziła Brukselę by być obecna na przywitaniu księcia Filipa w Niderlandach. Przy tej okazji Filip obdarzał ją takim zainteresowaniem, że postanowiła wrócić do Lotaryngii by uniknąć możliwych komplikacji. Po powrocie Krystyna starała się utrzymać dobre relacje z rodem Gwizjuszy, którzy byli blisko związani z francuskim dworem, a także rozpoczęła fortyfikację Stenay, Nancy i kilku innych miast w oczekiwaniu na francuski atak. We wrześniu 1550 roku z wielką świetnością ponownie pochowała swojego prapradziadka Karola Zuchwałego. W tym samym roku była obecna na drugim Sejmie Rzeszy w Augsburgu, gdzie po raz kolejny usiłowano znaleźć jej męża. W maju 1551 roku gościła w Lotaryngii swoją siostrę i szwagra.
We wrześniu 1551 roku Francja przygotowywała się do wojny przeciwko cesarstwu. Zaliczająca się do grona sojuszników Karola V Lotaryngia znalazła się w niebezpieczeństwie. Krystyna usiłowała zażegnać konfliktowi, kilkakrotnie pisała do cesarza, prosząc zarówno jego jak i Marią Węgierską o wsparcie w obronnie niezależności Lotaryngii, dostrzegając przygotowania sił francuskich na granicy. Ostrzegała, że Lotaryngia nie ma własnej armii, a jako regentka i krewna cesarza nie jest w stanie zdobyć zaufania szlachty księstwa. 5 lutego 1552 roku Henryk II wyruszył na czele swych wojsk, docierając do Joinville 22 tego samego miesiąca. Nie otrzymawszy pomocy od zarówno od Niderlandów jak i cesarza wyruszyła 1 kwietnia wraz z księżną Guise i Anną Lotaryńską by prosić francuskiego monarchę o poszanowanie neutralności Lotaryngii. Ten apel okazał się skuteczny, a król zobowiązał się do ograniczenia szkód na terytorium księstwa i opuszczenia jego terytorium natychmiast po zakończeniu działań wojennych.
13 kwietnia 1552 Francja wypowiedziała wojnę Lotaryngii, a jej król wszedł do stołecznego Nancy. Dzień wcześniej Krystyna została poinformowana o zakończeniu jej regencji i władca Francji postanowił wziąć księcia na swój dwór, wychowywać go i wydać za swoją córkę. Wszyscy cesarscy urzędnicy zostali zmuszeni do opuszczenia Lotaryngii, a samą Krystynę poproszono o nie mieszanie się do spraw księstwa. Rządzić miał jej szwagier i były współregent książę Vaudemont, który został zmuszony do zaprzysiężenia wierności Francji. Szerokim echem po okolicznych dworach odbiła się scena, która miała miejsce w pałacowej Galerie des Cerfs, gdzie zgromadzeni byli król Francji i jego dwór. Ubrana we wdowią czerń i biały welon Krystyna błagała go o to by traktował jej syna jak własne dziecko i (czego najbardziej się obawiała) nie wyrządził mu krzywdy. Wystąpienie Krystyny opisywano jako wzruszające przez obecnych dworzan, ale król odpowiedział jedynie, że Lotaryngia jest zbyt blisko terytoriów wrogiego mu cesarza i dlatego zajmie się jej synem, po czym nakazał jej powrót do Lotaryngii.
Krystyna zamieszkała w swojej wdowiej posiadłości w Denœuvre. W maju 1552 roku jej szwagier poinformował ją o swoim życzeniu otworzeniu granic księstwa dla cesarskiej armii i król Francji nakazał jej opuszczenie Lotaryngii. Z powodu działań wojennych nie była w stanie dotrzeć do Niderlandów, przez co zamieszkała w Schlettstadt, do czasu aż jej wuj cesarz dotarł tam na czele swojej armii we wrześniu. Wtedy postanowiła dołączyć do dworu swojej siostry w Palatynacie, gdzie spotkała swoje siostrzenice i byłą szwagierkę Annę; stamtąd zaś wyruszyła do swojej ciotki Marii w Brukseli, gdzie ostatecznie osiadła.

## Wygnanie i polityka
O rękę Krystynie w tym czasie starali się Henryk III, król Nawarry, jej kuzyn Adolf I, książę Holsztynu-Gottorp, książę Piemontu i Albrecht Hohenzolern. Książę Holstynu obiecał odzyskać dla niej królestwa jej ojca, ale odmówiła mu i innym pretendentom do jej ręki, skupiając się na negocjacjach z Francją w celu odzyskania syna i ponownego roztoczenia nad nim regencji. Była obecna na abdykacji Karola V w Brukseli w październiku 1555 roku i gdy jej ciotka Maria Węgierska zrezygnowała z pełnienia funkcji namiestniczki Niderlandów. Wkrótce wyruszyła do Hiszpanii gdzie zmarła w dwa lata później. Cesarz zasugerował by nowym mężem Krystyny został jeden z wcześniej rozważanych kandydatów do jej ręki Emanuel Filibert Sabaudzki, który zostałby mianowany przezeń następcą Marii na stanowisku Namiestnika Niderlandów jednakże ten mariaż nie doszedł do skutku.
Po zakończeniu wojny Francji z Cesarstwem poprosiła o zgodę na powrót do Lotaryngii i odzyskanie syna. Okazało się to jednak niemożliwe. Francuski monarcha stwierdził pod koniec 1556 roku, że młody książę za rok osiągnie wiek umożliwiający samodzielne sprawowanie władzy i regencja matki jest zbędna. Ponadto król Flip II nie wydał zgody na to by opuściła Brukselę, ponieważ bardzo lubił jej towarzystwo, a jej popularność w Niderlandach była ważną kartą przetargową w jego polityce.
Krystyna po raz pierwszy odwiedziła Anglię w kwietniu 1555 roku, chociaż zachowało się bardzo mało informacji o jej pierwszej wizycie na Wyspach. W lutym–maju 1557 wraz z Małgorzatą Parmeńską odwiedziła dwór Marii I oraz była podejmowana przez samą monarchinię w pałacu Whitehall, gdzie na jej cześć wydano kilka uroczystych bankietów. Powszechnie plotkowano, że powodem jej wyprawy do Anglii była chęć przedstawienia księżniczce Elżbiecie kandydatury księcia Sabaudii na męża. Plan tego mariażu został zablokowany przez królową, która nie miała jeszcze dziecka, więc wolała nie wydawać za mąż za nieznanego sobie człowieka swojej siostry i zarazem następczyni tronu. Obecność Krystyny została odnotowana przez ambasadorów, a sama księżna wdowa wywołała dobre wrażenie na dworze i wśród londyńczyków, zwierając przyjaźnie z hrabiami Arundel i Pembroke, odwiedzając kilka katolickich świątyń i oglądając londyńską Tower. Jednakże królowa nie darzyła ją sympatią zauważając ciepłe uczucia jakimi obdarzał ją jej mąż (a kuzyn Krystyny) Filip. Zabroniono jej również odwiedzania księżniczki Elżbiety, która w tym czasie była przetrzymywana w Hatfield. W maju tego roku wróciła do Niderlandów.
Dzięki negocjacjom ze swoim szwagrem Mikołajem, księciem Vaudemont, Krystyna ostatecznie uzyskała zgodę na spotkanie ze synem, które miało miejsce w granicznej miejscowości Marcoing w maju 1558 roku. Została również zaproszona na jego ślub w Paryżu, ale odmówiła przybycia zasłaniając się roczną żałobą po swojej przybranej matce Marii Węgierskiej oraz dlatego, że przyjęła zaproszenie do przewodniczenia w konferencji pokojowej pomiędzy Francją a Hiszpanią.
We wrześniu – październiku 1558 roku Krystyna przewodniczyła jako mediator negocjacjom pokojowym w Cercamp. Zostały one przerwane przez śmierć Marii Węgierskiej. Kiedy zostały wznowione ponownie przyjęła na siebie obowiązki przewodniczącej konferencji, która przeniosła się do Le Cateau-Cambrésis. Osiągnięty konsensus i pokój były tryumfem umiejętności dyplomatycznych Krystyny.
Kiedy książę Sabaudii zrezygnował z pozycji Namiestnika Niderlandów Hiszpańskich w maju 1559 roku, niezwykle popularna w tamtych rejonach Krystyna była uważana za idealną osobę na jego miejsce. Była szanowana przez wszystkie klasy społeczne Niderlandów, gdzie zresztą się wychowywała przez większość dzieciństwa i powszechnie uznawano ją niemal za krajankę. Miała silne wsparcie ze strony tamtejszej szlachty, z którą łączyły ją więzy pokrewieństwa (poprzez swoją prababkę Marię), a poza tym jej sukces podczas konferencji pokojowych w Cercamp i Câteau-Cambrésis wyrobił jej dobrą opinię jako dyplomatce. Już wcześniej podawano jej kandydaturę na to stanowisko. Jednakże jej poczynania nie zdobyły uznania w oczach hiszpańskiego monarchy, a jej popularność w Niderlandach, a przede wszystkim bliska przyjaźń z Wilhelmem I Orańskim wydawały się podejrzane, więc następcą księcia Sabaudii została kuzynka Krystyny Małgorzata Parmeńska, co w późniejszym czasie przyczyniło się do animozji pomiędzy obiema paniami, przez które w październiku tego roku Krystyna dołączyła do swego syna Karola i jego żony w Lotaryngii.

## Pretendentka

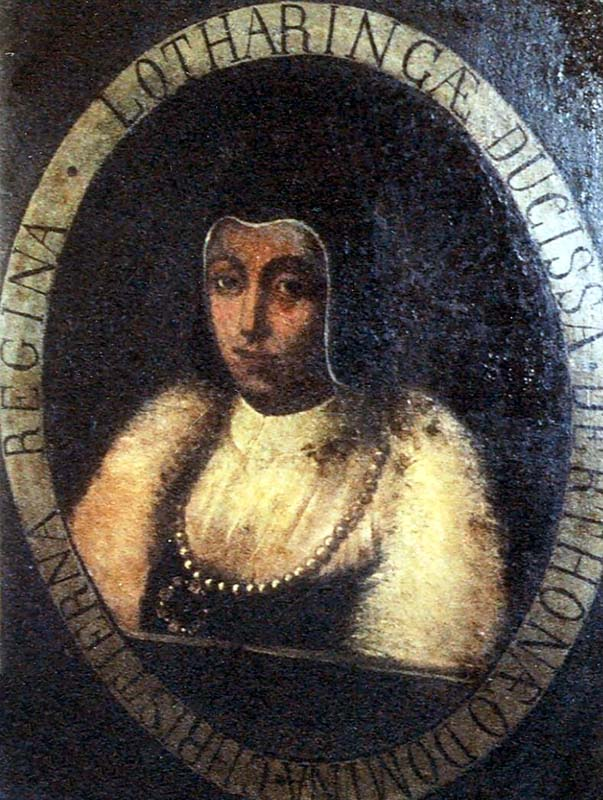
Krystyna Duńska ok. 1575 roku

W Lotaryngii Krystyna została główną doradczynią syna, skupiając się zwłaszcza na naprawie finansów księstwa po francuskiej okupacji, oraz ponownym zdobyciu lojalności lokalnej szlachty. W marcu 1560 roku została ponownie wyznaczona na regentkę na czas obecności swojego syna i synowej na francuskim dworze. Była obecna na koronacji króla Karola IX w Reims w maju 1561 roku i cesarza Maksymiliana II we Frankfurcie w 1562 roku. Jej syn Karol powrócił do Nancy w maju 1562 roku i przejął. Jednakże w dalszym ciągu polegał na Krystynie jako swojej doradczyni w sprawach państwa. W 1564 roku zakończyła negocjacje w sprawie porozumienia z biskupem Toul, na mocy których przekazał on za zgodą posiadłości swego biskupa księciu Lotaryngii. Jako polityczny doradca swojego syna, który często wolał zlecać jej sprawy wielkiej wagi politycznej, Krystyna miała silną pozycję na książęcym dworze w Lotaryngii, przede wszystkim dlatego, że jej synowa Klaudia wolała spędzać czas na francuskim dworze, który często odwiedzała. Jednakże Krystyna obawiała się wpływu francuskiej królowej wdowy Katarzyny Medycejskiej, którą podejrzewała o próby zdobycia wpływu nad Lotaryngią i skłócenia jej z synem, celem osłabienia jej wpływu na sprawy księstwa.
Po śmierci ojca w duńskim więzieniu w 1559 roku, jej starsza siostra Dorota przyjęła tytuł królowej Danii. Jednakże będąc bezdzietną wdową i nie będąc już w wieku, w którym mogłaby wydać na świat potomka, Dorota nie była już uważana za politycznie użyteczną. Duńscy lojaliści pod przywództwem wygnanego Pedera Oxe zwrócili się do Krystyny by przekonała Dorotę do przeniesienia swoich praw na Krystynę i jej syna. Krystyna mianowała Oxe członkiem Książęcej Rady, w 1561 roku odwiedziła Dorotę i najwyraźniej postępując zgodnie z jego radami, przekonała siostrę do odrzucenia przysługującego jej tytułu. Od tego czasu Krystyna tytułowała się pełnoprawną królową Danii, Norwegii i Szwecji. W lutym 1563 roku określała się jako „Krystyna, z Bożej łaski królowa Danii, Szwecji i Norwegii, władczyni Gotów, Wandalów i Wenedów, księżna Szlezwiku, Dittmarschu, Lotaryngii, Baru i Mediolanu, hrabina Oldenburga i Blamontu oraz pani Tortony”.
W 1561 roku Krystyna planowała wydać swoją córkę Renatę za Fryderyka II, króla Danii. Jednakże wybuch pierwszej wojny północnej pomiędzy Danią a Szwecją w 1563 roku, przeszkodził jej planom. Do jej doradców należał, oprócz Pedera Oxe, awanturnik Wilhelm von Grumbach i jego sprzymierzeńcy, który próbował zrzucić z tronu jej kuzyna Fryderyka II na jej korzyść i doradzał jej zebrać armię by zaatakować Jutlandię, gdzie zostałaby przywitana przez duńską szlachtę, stanowiącą wówczas opozycję wobec rządów duńskiego króla. Od 1565 do 1567 roku Krystyna negocjowała z królem Szwecji Erykiem XIV, z którym zamierzała stworzyć sojusz pomiędzy Szwecją a Danią, który przypieczętować miało małżeństwo pomiędzy Renatą a Erykiem XIV. Planowała podbój Danii przy wsparciu Szwecji, na co ten ostatni zgodził się, ale pod warunkiem wsparcia ze strony cesarza i Niderlandów. W 1566 roku Krystyna nakazała wybicie medalu ogłaszającego ją królową Danii, z mottem Me sine cuncta ruunt (Beze mnie wszystko zginie). Jednakże cesarz Ferdynand był przeciwny temu planowi, ze względu na szkodliwy wpływ jaki odcisnąłby się na równowadze sił w Niemczech, a zwłaszcza na kontaktach ze sprzymierzoną z Danią Saksonią, której władca nie uznawał roszczeń Krystyny. Żadnego odzewu nie wywołały również próby zdobycia wsparcia u króla Hiszpanii Filipa II. Małżeństwo, które miało przypieczętować sojusz pomiędzy Lotaryngią a Szwecją nie doszło do skutku, kiedy w 1567 roku Eryk XIV poślubił swoją nisko urodzoną kochankę Karin Månsdotter. W 1569 roku Krystyna wciąż żywiła nadzieje na przeforsowanie swoich praw do duńskiego tronu, ale jej zamiary pokrzyżowała odpowiedź kardynała Granvelle, który stwierdził, że Niderlandy nigdy nie zwrócą się przeciwko Danii, cesarz jest temu przeciwny, a Hiszpania jest zbyt zajęta utrzymaniem swoich posiadłości w Nowym Świecie. Po zakończeniu pierwszej wojny północnej w 1570 roku, Krystyna nie zajmowała się już sprawą swoich roszczeń.
W czerwcu 1568 roku, księżna-wdowa była jedną z osób, które zwróciły się z petycją do Filipa II o łaskę dla hrabiego. W tym samym roku jej córka Renata poślubiła bawarskiego następcę tronu Wilhelma. W owym czasie Krystyna mogła przebywać w Bawarii, przed swoim powrotem do Lotaryngii w 1572 roku.
W sierpniu 1578 roku wyjechała do Tortony we Włoszech, lenna podarowanego jej przez pierwszego męża, gdzie mieszkała aż do śmierci, tytułując się „panią Tortony”. Na mocy umowy przedślubnej jej władztwo miało być dożywotnie i aktywnie rządziła miastem. Jej panowanie nad Tortoną jest pozytywnie oceniane przez historyków: miała ukrócić nadużycia, zakończyć spór z Rawenną, nalegać na przywrócenie utraconych przywilejów terytorialnych i ochronę praw miasta przed rządami znienawidzonych na półwyspie Apenińskim Hiszpanów. Była popularna wśród poddanych, często przyjmowała petentów i spotykała się z lokalną mediolańską szlachtą. W czerwcu 1584 roku została poinformowana przez hiszpańskiego wicekróla, że jej prawa do władzy nad miastem od tej pory ulegają wygaśnięciu, ale pozwolono jej na pozostanie w Tortonie i korzystanie z dochodów z miasta do końca życia. Od tej pory aktywnie broniła praw swoich dawnych poddanych przed wicekrólem.

## W kulturze
- W szóstym odcinku trzeciego sezonu serialu Dynastia Tudorów rolę Krystyny Duńskiej gra Sonya Cassidy.

## Potomstwo
Z pierwszego małżeństwa zawartego 4 maja 1534 roku w Mediolanie Franciszkiem II Sforzą (1495-1535), księciem Mediolanu nie miała dzieci.

Z drugiego małżeństwa zawartego 10 lipca 1541 w Brukseli z Franciszkiem I (1517-1545), księciem Lotaryngii i Bar miała troje dzieci:
- Karola III Wielkiego (1543-1608), następnego księcia Lotaryngii, męża Klaudii Walezjuszki (1547-1575),
- Renatę (1544-1602), żonę Wilhelm V Pobożnego (1548-1626), księcia Bawarii,
- Dorotę (1545-1621), żonę Eryka II Młodszego (1528-1584), księcia Brunszwiku-Calenbergu.